# Double Star
A Double Star a kínai űrhivatal és az Európai Űrügynökség (ESA) közös tudományos programja. 2001-ben állapodtak meg abban, hogy együttesen vizsgálják a Nap hatását a Föld környezetére. A programban két műholdat indítottak Kínából CZ rakétával: az Explorer-1-et 2003 decemberében és az Explorer-2-t, fél évvel később.